# Jon Alpert
Pour les articles homonymes, voir Alpert.
Jon Alpert, né vers 1948, est un journaliste et cinéaste américain qui est connu pour son utilisation d'une approche de cinéma vérité dans ses réalisations de documentaires.

## Biographie et carrière
Originaire de Port Chester (New York), Alpert est diplômé de l'Université Colgate.
Alpert voyage beaucoup en tant que journaliste d'investigation et fait des reportages au Vietnam, au Cambodge, en Iran, au Nicaragua, aux Philippines, à Cuba, en Chine et en Afghanistan. Il réalise des films pour National Broadcasting Company NBC, PBS et HBO. Au cours de sa carrière, il remporte seize Emmy Awards et trois DuPont-Columbia Awards. Il est nommé en 2010 pour un Oscar dans la catégorie du Oscar du meilleur court métrage documentaire pour China's Unnatural Disaster : The Tears of Sichuan Province. Il est nommé en 2012 pour un Oscar dans la même catégorie pour Redemption. Alpert remporte le prix de l'Institut Erikson pour l'excellence dans les médias de santé mentale avec la coréalisatrice Ellen Goosenberg Kent pour leur documentaire War Torn: 1861-2010.
En 1972, Alpert et sa femme, Keiko Tsuno, fondent le Downtown Community Television Center, l'un des premiers centres de médias communautaires du pays. Il interviewe Fidel Castro à plusieurs reprises et est l'un des rares journalistes occidentaux à avoir mené une interview filmée avec Saddam Hussein depuis la guerre du golfe Persique.
En 1991, alors qu'il était employé par NBC, Alpert est le premier journaliste américain à rapporter des séquences vidéo non censurées de la première guerre du golfe Persique. Les diffusions des images, dont une grande partie se concentrait sur les victimes civiles, sont annulées trois heures avant leur diffusion et Alpert est simultanément licencié. Plus tard, cette même année, le producteur exécutif de CBS Evening News, Tom Bettag, prévoyait également de diffuser les images, mais cette diffusion est également annulée et Bettag est licencié.

## Filmographie partielle

### Au cinéma
- 1980 : Third Avenue: Only the Strong Survive (réalisateur)
- 1982 : Vietnam: Picking up the Pieces
- 1985 :  Vietnam: Talking to the people
- 1989 : One Year in A Life of Crime (réalisateur/producteur)
- 1991 : Rape: Cries from the Heartland (producteur exécutif)
- 1995 : High on Crack Street: Lost Lives in Lowell (directeur de la photographie/producteur)
- 1995 : Lock-up: The Prisoners of Rikers Island
- 1998 : Life of Crime 2
- 1998 : A Cinderella Season: The Lady Vols Fight Back
- 2002 : To Have and Have Not (réalisateur)
- 2002 : Afghanistan: From Ground Zero to Ground Zero (réalisateur)
- 2002 : Papa (réalisateur/producteur)
- 2003 : Latin Kings: A Street Gang Story (réalisateur/monteur/directeur de la photographie/producteur)
- 2003 : Coca and the Congressman (réalisateur)
- 2004 : The Last Cowboy (réalisateur)
- 2004 : Dope Sick Love (producteur exécutif)
- 2004 : Off to War (producteur exécutif)
- 2004 : Bullets in the Hood: A Bed-Stuy Story (producteur exécutif)
- 2005 : Venezuela: Revolution in Progress (directeur de la photographie)
- 2006 : Baghdad ER (réalisateur/producteur)
- 2007 : The Bridge TV Show (producteur exécutif/directeur de la photographie)
- 2008 : Section 60:  Arlington National Cemetery (coréalisateur/coproducteur)
- 2008 : Dirty Driving: Thundercars of Indiana (réalisateur/producteur)
- 2008 : A Woman Among Boys (coréalisateur/coproducteur)
- 2009 : China's Unnatural Disaster: The Tears of Sichuan Province (coréalisateur/coproducteur)
- 2012 : In Tahrir Square (coréalisateur/coproducteur)
- 2013 : Redemption (coréalisateur)
- 2014 : The Other Man: F.W. de Klerk and the End of Apartheid (producteur exécutif)
- 2015 : The Latin Explosion: A New America (réalisateur/producteur)
- 2016 : Banking on Bitcoin (producteur)
- 2016 : Mariela Castro's March (réalisateur/producteur)
- 2017 : Rock and a Hard Place (réalisateur/producteur)
- 2017 : Cuba and the Cameraman (réalisateur/producteur/scénariste)
- 2018 : All for One (coréalisateur)